# Llista de nimfàlids de la península Ibèrica i Balears

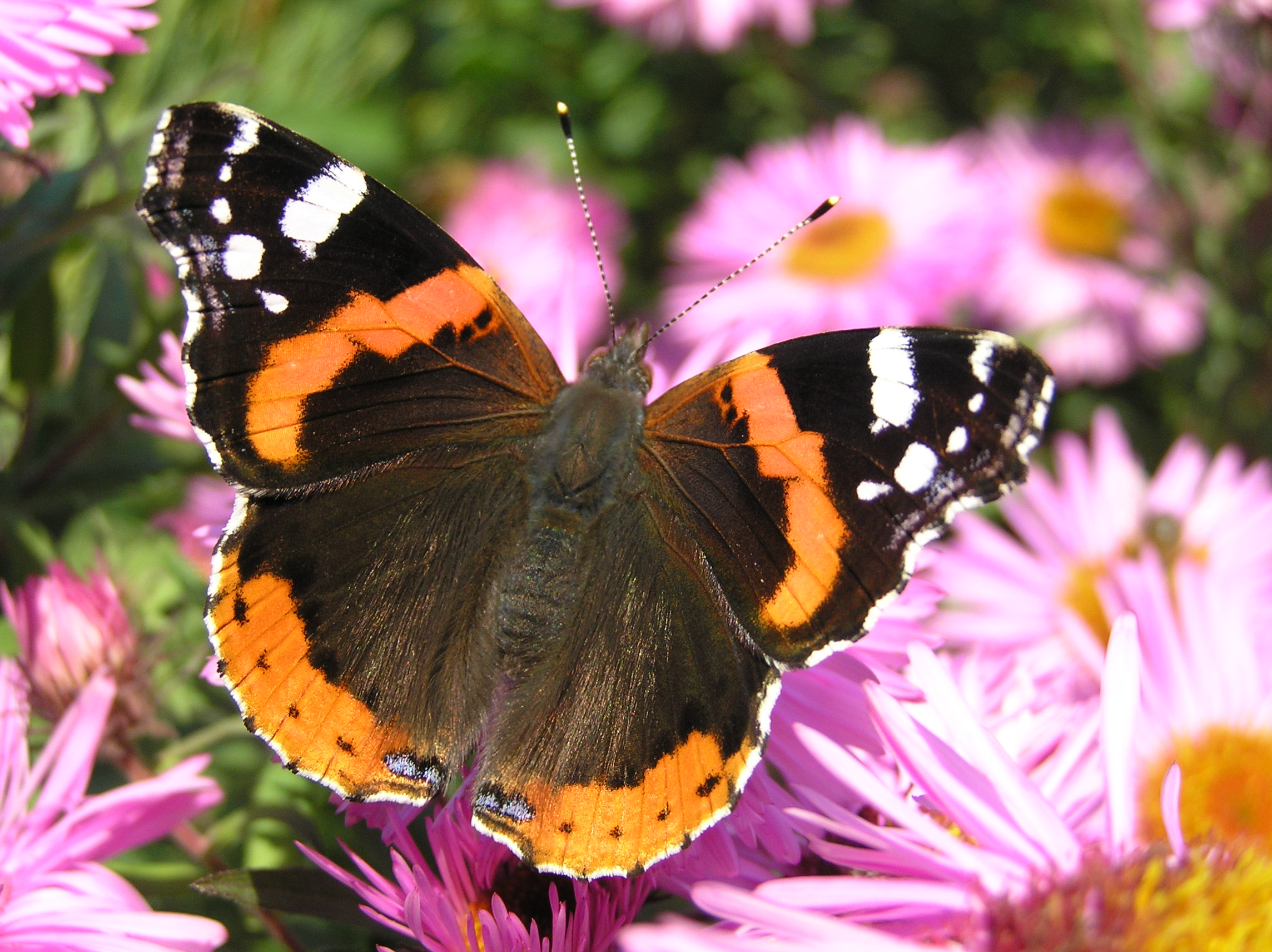
L'atalanta (Vanessa atalanta) és una espècie comuna a la península Ibèrica.

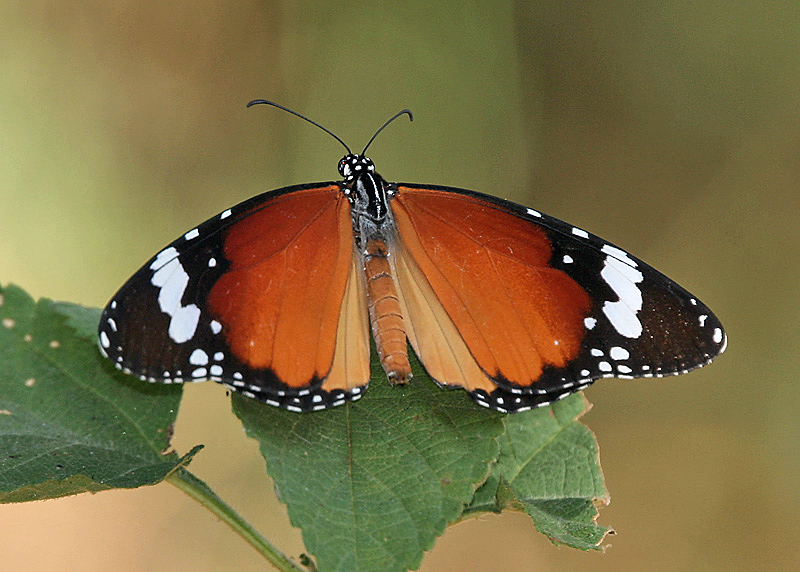
La papallona tigre (Danaus chrysippus) és una recent colonitzadora de la península Ibèrica.

En la llista a continuació hi figura la totalitat de les espècies de nimfàlids que es poden trobar a la península Ibèrica i les Illes Balears, així com la seva distribució al món, la seva localització al territori peninsular i balear, el seu hàbitat i el seu estat de conservació (EC). N'hi ha unes 6.000 espècies distribuïdes per tot el món, 96 de les quals es poden trobar a la península Ibèrica.
Aquesta família es caracteritza per tenir només quatre potes funcionals, mentre que l'altre parell, atrofiat, no té cap ús locomotor. Les erugues acostumen a estar recobertes d'espines, llevat dels satirins, que presenten una forma oblonga. Pupen cap per avall fixades pel cremàster (un conjunt de ganxos presents a la punta de l'abdomen de la pupa que, juntament amb la seda, la fixen a una superfície) o semienterrades al sòl.

## Apaturinae
Subfamília amb espècies vistoses de vol vigorós; moltes d'aquestes espècies són conegudes amb el sobrenom d'emperadrius. Composta per 22 gèneres i 88 espècies, tres de les quals a Europa i dues a la península Ibèrica.
| Nom científic | Nom comú            | Distribució                                                                    | Localització a la península Ibèrica i Balears          | Hàbitat                                                                   | EC  | Imatge de l'eruga | Imatge de l'imago |
| ------------- | ------------------- | ------------------------------------------------------------------------------ | ------------------------------------------------------ | ------------------------------------------------------------------------- | --- | ----------------- | ----------------- |
| Apatura ilia  | Tornassolada petita | Centre i sud d'Europa, Caucas, nord-oest del Kazakhstan i nord-est de la Xina. | Minho, Serralada Cantàbrica, Osca i nord de Catalunya. | Clars de bosc caducifolis, riberes de riu, camins amb la planta nutrícia. | ... | Apatura ilia      | Apatura ilia      |
| Apatura iris  | Tornassolada gran   | Europa, nord-oest del Kazakhstan, Amur, nord-est de la Xina i Corea.           | Colònies disperses pel nord peninsular.                | Boscos caducifolis madurs amb clarianes.                                  | ... | Apatura iris      | Apatura iris      |

## Charaxinae
Els imagos són robusts i són atrets pel nèctar, carronya, fruits podrits, excrements, etc. Hi ha un total de 20 gèneres i unes 400 espècies, la major part viuen als tròpics i només una ha aconseguit colonitzar el continent europeu.
| Nom científic   | Nom comú             | Distribució            | Localització a la península Ibèrica i Balears                                   | Hàbitat                 | EC  | Imatge de l'eruga | Imatge de l'imago |
| --------------- | -------------------- | ---------------------- | ------------------------------------------------------------------------------- | ----------------------- | --- | ----------------- | ----------------- |
| Charaxes jasius | Papallona de l'arboç | Àfrica i sud d'Europa. | Costa mediterrània (incloent Balears) i des d'Andalusia fins al sud de Galícia. | Allà on abundi l'arboç. | ... | Charaxes jasius   | Charaxes jasius   |

## Danainae
Destaquen les seves ales allargades i la seva coloració aposemàtica, de vegades mimètica en algunes espècies. Volen de manera pausada i elegant. Hi ha al voltant de 300 espècies, la majoria habiten als tròpics; només dues espècies es poden trobar a Europa i a la Península.
| Nom científic     | Nom comú        | Distribució                                                 | Localització a la península Ibèrica i Balears       | Hàbitat                                             | EC  | Imatge de l'eruga | Imatge de l'imago |
| ----------------- | --------------- | ----------------------------------------------------------- | --------------------------------------------------- | --------------------------------------------------- | --- | ----------------- | ----------------- |
| Danaus chrysippus | Papallona tigre | Àfrica, zones de l'Orient Mitjà, Àsia tropical i Austràlia. | Resident a zones de la costa mediterrània andalusa. | Zones seques i càlides.                             | ... | Danaus chrysippus | Danaus chrysippus |
| Danaus plexippus  | Monarca         | Repartida per tots els continents excepte l'Antàrtida.      | Resident a zones de la costa mediterrània andalusa. | Barrancs costaners secs i càlids, prop dels humans. | ... | Danaus plexippus  | Danaus plexippus  |

## Heliconiinae
Hi ha entre 45 i 50 gèneres i unes 500 espècies, la majoria als tròpics, on acostumen a ser verinoses o imiten a la coloració d'altres que ho són. Només 4 gèneres habiten a Europa, 15 espècies a la península Ibèrica; totes presenten una coloració taronja amb punts i ratlles negres.
| Nom científic      | Nom comú                                  | Distribució | Localització a la península Ibèrica i Balears           | Hàbitat                                                                          | EC  | Imatge de l'eruga  | Imatge de l'imago  |
| ------------------ | ----------------------------------------- | --- | ------------------------------------------------------- | -------------------------------------------------------------------------------- | --- | ------------------ | ------------------ |
| Argynnis adippe    | Argentada de punts vermells               | Nord-oest d'Àfrica, Europa i Àsia temperada.                                                                          | Arreu excepte Balears.                                  | Zones arbustives seques i herboses i clarianes en boscos oberts.                 | ... | Argynnis adippe    | Argynnis adippe    |
| Argynnis aglaja    | Argentada de muntanya                     | Marroc i des d'Europa fins al Japó.                                                                                   | Arreu excepte Balears.                                  | Pendents obertes, herboses amb flors, clarianes de boscos i prats humits.        | ... | Argynnis aglaja    | Argynnis aglaja    |
| Argynnis niobe     | Niobe                                     | Europa, Orient Mitjà i centre d'Àsia.                                                                                 | Arreu excepte Balears.                                  | Àrees herboses obertes, barrancs rocosos i clars de bosc.                        | ... | Argynnis niobe     | Argynnis niobe     |
| Argynnis pandora   | Papallona grossa de les violetes, pandora | Nord d'Àfrica, sud d'Europa, Orient Mitjà, sud de Rússia, Kazakhstan, Afganistan, nord de Pakistan i nord de l'Índia. | Arreu.                                                  | Clars de bosc amb arbusts i presència de plantes abundants en nèctar.            | ... | Argynnis pandora   | Argynnis pandora   |
| Argynnis paphia    | Nacarada, argentada comuna                | Algèria, Europa i Àsia temperada fins Lacútia.                                                                        | Nord i est peninsular.                                  | Clars de bosc assolellats amb arbusts.                                           | ... | Argynnis paphia    | Argynnis paphia    |
| Boloria dia        | Donzella violeta                          | Europa, Turquia, Caucas i Transcaucàsia, Rússia, Nord del Kazakhstan i Mongòlia.                                      | Meitat nord peninsular.                                 | Clars de bosc amb flors, herba i arbusts.                                        | ... | Boloria dia        | Boloria dia        |
| Boloria eunomia    | Donzella de la bistorta                   | Europa, Rússia, nord-est de la Xina i Nord-amèrica.                                                                   | Est dels Pirineus i Serralada Cantàbrica.               | Prats pantanosos junt a rius o llacs i torberes.                                 | ... | Boloria eunomia    | Boloria eunomia    |
| Boloria euphrosyne | Donzella rogenca                          | Europa, Turquia, Rússia i nord del Kazakhstan.                                                                        | Nord peninsular.                                        | Clars de boscos caducifolis i de coníferes.                                      | ... | Boloria euphrosyne | Boloria euphrosyne |
| Boloria napaea     | Donzella de muntanya                      | Pirineus, Alps, Escandinàvia, sud de Sibèria, Altai, Amur, Alaska i Wyoming.                                          | Est dels Pirineus.                                      | Prats alpins i subalpins.                                                        | ... | Boloria napaea     | Boloria napaea     |
| Boloria pales      | Donzella alpina                           | Principals cadenes muntanyoses del sud d'Europa.                                                                      | Serralada Cantàbrica i Pirineus.                        | Prats alpins i subalpins amb flors.                                              | ... | Boloria pales      | Boloria pales      |
| Boloria selene     | Donzella bruna                            | Europa, Rússia, Mongòlia, Sakhalín, Corea i Nord-amèrica.                                                             | Nord peninsular i Guadarrama.                           | Normalment en zones humides, clars de bosc, prats i zones pantanoses.            | ... | Boloria selene     | Boloria selene     |
| Brenthis daphne    | Perlada de l'esbarzer                     | Sud d'Europa, Orient Mitjà i Àsia temperada fins Japó.                                                                | Zones muntanyoses de la meitat nord peninsular.         | Zones amb flors i arbusts, generalment en clars de bosc.                         | ... | Brenthis daphne    | Brenthis daphne    |
| Brenthis hecate    | Perlada de la filipèndula                 | Sud d'Europa, Turquia, Iran i centre d'Àsia.                                                                          | Colònies disperses per la meitat est i nord peninsular. | Prats amb flors entre arbusts o bosc.                                            | ... | Brenthis hecate    | Brenthis hecate    |
| Brenthis ino       | Perlada europea                           | Europa i Àsia temperada.                                                                                              | Zones de la meitat nord peninsular.                     | Llocs humits amb flors, entre arbusts o boscos, prop de rius o àrees pantanoses. | ... | Brenthis ino       | Brenthis ino       |
| Issoria lathonia   | Mirallets                                 | Europa, nord d'Àfrica, Orient Mitjà i centre d'Àsia.                                                                  | Arreu.                                                  | Qualsevol.                                                                       | ... | Issoria lathonia   | Issoria lathonia   |

## Libytheinae
Subfamília molt reduïda, només hi ha 10 espècies a tot el món, distribuïdes en 2 gèneres. Tenen uns palps característics, molt llargs, i forma de fulla seca.
| Nom científic   | Nom comú               | Distribució                                                               | Localització a la península Ibèrica i Balears    | Hàbitat                                                       | EC  | Imatge de l'eruga | Imatge de l'imago |
| --------------- | ---------------------- | ------------------------------------------------------------------------- | ------------------------------------------------ | ------------------------------------------------------------- | --- | ----------------- | ----------------- |
| Libythea celtis | Papallona del lledoner | Algèria, Tunísia, sud d'Europa, centre i nord-oest d'Àsia, Japó i Taiwan. | En poblacions molt locals per tota la península. | Àrees obertes i arbustives, amb arbres caducifolis dispersos. | ... | Libythea celtis   | Libythea celtis   |

## Limenitidinae
Destaca la brillantor que acostumen a presentar al seu anvers mentre que el revers és més críptic. Hi ha un total de més de 1.000 espècies arreu del món, dues presents a la península Ibèrica.
| Nom científic     | Nom comú                            | Distribució                                                                         | Localització a la península Ibèrica i Balears | Hàbitat                                       | EC  | Imatge de l'eruga | Imatge de l'imago |
| ----------------- | ----------------------------------- | ----------------------------------------------------------------------------------- | --------------------------------------------- | --------------------------------------------- | --- | ----------------- | ----------------- |
| Limenitis camilla | Nimfa boscana                       | Europa, Turquia, nord-oest del Kazakhstan. Amur, nord-est de la Xina, Corea i Japó. | Nord de la península.                         | Clars assolellats de bosc, normalment humits. | ... | Limenitis camilla | Limenitis camilla |
| Limenitis reducta | Papallona atzur, nimfa mediterrània | Sud i centre d'Europa, Orient Mitjà i Caucas.                                       | Meitat nord peninsular.                       | Clars de bosc, zones herboses.                | ... | Limenitis reducta | Limenitis reducta |

## Nymphalinae
Subfamília amb espècies de grandària mitjana i d'aspectes variats. Al món n'hi ha unes 500; 20 es poden trobar a la península Ibèrica.
| Nom científic           | Nom comú                                                 | Distribució                                                                                         | Localització a la península Ibèrica i Balears                  | Hàbitat                                                                         | EC  | Imatge de l'eruga       | Imatge de l'imago       |
| ----------------------- | -------------------------------------------------------- | --------------------------------------------------------------------------------------------------- | -------------------------------------------------------------- | ------------------------------------------------------------------------------- | --- | ----------------------- | ----------------------- |
| Aglais urticae          | Vanessa de les ortigues, papallona de les ortigues       | Des d'Europa fins al Pacífic.                                                                       | Arreu.                                                         | Qualsevol. Preferentment en zones muntanyoses.                                  | ... | Aglais urticae          | Aglais urticae          |
| Araschnia levana        | Teranyina                                                | Centre i est d'Europa, Caucas, centre d'Àsia, Corea i Japó.                                         | Zones del nord peninsular.                                     | Clars de bosc caducifoli o marges arbustius.                                    | ... | Araschnia levana        | Araschnia levana        |
| Euphydryas aurinia      | Brocat variable                                          | Marroc, Algèria, Europa i Àsia temperada.                                                           | Arreu.                                                         | Zones amb flors, càlides i seques.                                              | ... | Euphydryas aurinia      | Euphydryas aurinia      |
| Euphydryas desfontainii | Brocat de la cefalària                                   | Marroc, Algèria i Península Ibèrica.                                                                | Absent a l'oest peninsular i Balears, excepte sud de Portugal. | Zones herboses, seques i càlides, barrancs, lleres seques i cultius abandonats. | ... | Euphydryas desfontainii | Euphydryas desfontainii |
| Inachis io              | Paó de dia                                               | Europa i Àsia temperada.                                                                            | Meitat nord peninsular i Sierra Nevada.                        | Clars de bosc, riberes de rius, prats humits.                                   | ... | Inachis io              | Inachis io              |
| Melitaea aetherie       | -                                                        | Nord d'Àfrica, sud de la península Ibèrica i Sicília.                                               | Algarve, Badajoz, Cadis, Màlaga, Huelva, Jaén i Granada.       | Zones herboses amb flors, càlides i seques, incloent cultius abandonats.        | ... | Melitaea aetherie       | Melitaea aetherie       |
| Melitaea celadussa      | Damer boscà                                              | sud-oest d'Europa.                                                                                  | Meitat nord peninsular i Sierra Nevada.                        | Zones herboses amb flors, entre arbusts o en clars de bosc.                     | NA  | Melitaea celadussa      | Melitaea celadussa      |
| Melitaea cinxia         | Donzella del plantatge, damer puntejat                   | Marroc, oest d'Algèria, Europa, Turquia, Liban, Rússia, nord del Kazakhstan i Mongòlia.             | Zones de la meitat nord peninsular.                            | Zones herboses amb flors.                                                       | ... | Melitaea cinxia         | Melitaea cinxia         |
| Melitaea deione         | Damer dels conillets                                     | Nord del Marroc, Algèria i sud-oest d'Europa.                                                       | Arreu excepte llocs del centre i oest peninsular i Balears.    | Prats oberts amb flors, marges de boscs herbosos amb flors i zones arbustives.  | ... | Melitaea deione         | Melitaea deione         |
| Melitaea diamina        | Damer de la valeriana                                    | Europa, sud de Sibèria, Mongòlia, nord-est de la Xina, Corea i Japó.                                | nord peninsular.                                               | Zones herboses humides amb flors.                                               | ... | Melitaea diamina        | Melitaea diamina        |
| Melitaea didyma         | Damer roig                                               | Europa, Orient Mitjà, Afganistan, nord de Pakistan, Kazakhstan, Rússia, Mongòlia i oest de la Xina. | Arreu excepte Balears.                                         | Qualsevol.                                                                      | ... | Melitaea didyma         | Melitaea didyma         |
| Melitaea parthenoides   | Damer dels prats                                         | Sud-oest d'Europa.                                                                                  | Arreu excepte llocs del sud-oest i Balears.                    | Zones herboses obertes amb flors, en llindars de boscos.                        | ... | Melitaea parthenoides   | Melitaea parthenoides   |
| Melitaea phoebe         | Damer de la centàurea                                    | Nord d'Àfrica, Europa, Orient Mitjà i centre d'Àsia.                                                | Arreu excepte Balears.                                         | Zones herboses, seques i obertes.                                               | ... | Melitaea phoebe         | Melitaea phoebe         |
| Melitaea trivia         | Damer de la blenera                                      | Sud d'Europa, Orient Mitjà, Afganistan, Kazakhstan, nord de Pakistan i de l'Índia i sud de Rússia.  | Poblacions aïllades arreu de la península.                     | Zones amb flors, càlides i seques.                                              | ... | Melitaea trivia         | Melitaea trivia         |
| Nymphalis antiopa       | Vídua dels pollancres, vellutada del salze               | Europa, Turquia, Àsia temperada i gran part de Nord-amèrica.                                        | Nord peninsular.                                               | Qualsevol.                                                                      | ... | Nymphalis antiopa       | Nymphalis antiopa       |
| Nymphalis polychloros   | Papallona olmera, nimfa dorment                          | Nord d'Àfrica, centre i sud d'Europa, Turquia, sud de Rússia, Kazakhstan i l'Himàlaia.              | Arreu.                                                         | Boscos caducifolis i boscos oberts.                                             | ... | Nymphalis polychloros   | Nymphalis polychloros   |
| Polygonia c-album       | Papallona retallada, ce blanca, papallona de la c blanca | Nord d'Àfrica, Europa, Turquia, centre d'Àsia, Corea i Japó.                                        | Arreu excepte llocs del sud-oest peninsular i Balears.         | Clars de bosc, freqüentment en zones humides.                                   | ... | Polygonia c-album       | Polygonia c-album       |
| Vanessa atalanta        | Atalanta                                                 | Nord d'Àfrica, Europa, Turquia, Iran, Nova Zelanda, Nord-amèrica fins Guatemala i Haití.            | Arreu.                                                         | Qualsevol.                                                                      | ... | Vanessa atalanta        | Vanessa atalanta        |
| Vanessa cardui          | Vanessa dels cards, migradora dels cards                 | Arreu excepte Sud-amèrica.                                                                          | Arreu.                                                         | Qualsevol.                                                                      | ... | Vanessa cardui          | Vanessa cardui          |
| Vanessa virginiensis    | -                                                        | Des de Nord-amèrica fins a Veneçuela; Madeira, Açores i Illes Canàries.                             | S'han detectat alguns exemplars a la costa oest peninsular.    | Qualsevol.                                                                      | ... | Vanessa virginiensis    | Vanessa virginiensis    |

## Satyrinae
Abans se'ls considerava una família. Els imagos normalment són de grandària mitjana o petita, de vol delicat, i les erugues no presenten espines i s'alimenten de gramínies. És la subfamília més variada, amb un total de 2400 espècies al món i 53 espècies a la península Ibèrica.
| Nom científic            | Nom comú                                 | Distribució | Localització a la península Ibèrica i Balears                                | Hàbitat                                                                                           | EC  | Imatge de l'eruga        | Imatge de l'imago        |
| ------------------------ | ---------------------------------------- | --- | ---------------------------------------------------------------------------- | ------------------------------------------------------------------------------------------------- | --- | ------------------------ | ------------------------ |
| Aphantopus hyperantus    | Papallona dels ullets                    | Europa, sud i oest de Sibèria, Mongòlia, Amur, nord-est de la Xina i Corea.                                     | Des de la Serralada Cantàbrica fins als Pirineus i nord-oest de Guadalajara. | Zones arbustives i herboses i clars de bosc.                                                      | ... | Aphantopus hyperantus    | Aphantopus hyperantus    |
| Arethusana arethusa      | Fals faune                               | Marroc, sud d'Europa i des de Turquia fins al Tian Shan.                                                        | Arreu excepte llocs del sud-oest peninsular i Balears.                       | Àrees herboses i arbustives, marges de bosc i barrancs rocosos.                                   | ... | Arethusana arethusa      | Arethusana arethusa      |
| Brintesia circe          | Bruixa                                   | Centre i sud d'Europa, Turquia i des de l'Iran fins l'Himàlaia.                                                 | Arreu excepte zones del sud de Portugal, de la Cornisa Cantàbrica i Balears. | Zones seques, herboses i arbustives, cultivades.                                                  | ... | Brintesia circe          | Brintesia circe          |
| Chazara briseis          | Bruixa petita                            | Nord-oest d'Àfrica, centre i sud d'Europa, Turquia, Iran, Afganistan i nord-oest de la Xina.                    | Arreu excepte zones de l'oest i nord peninsular i Balears.                   | Zones seques, càlides i rocoses; entre herbassars i praderes seques arbustives.                   | ... | Chazara briseis          | Chazara briseis          |
| Chazara prieuri          | Bruixa de ponent                         | Espanya, Marroc i Algèria.                                                                                      | Granada, Múrcia, Terol, Madrid, Osca, Saragossa i Alacant.                   | Barrancs rocosos, secs, càlids i amb arbusts; pendents rocoses i herboses en pinars.              | ... | Chazara prieuri          | Chazara prieuri          |
| Coenonympha arcania      | Lleonada de matollar                     | Europa, Turquia, Transcaucàsia i sud de Rússia.                                                                 | Nord i centre peninsular.                                                    | Zones arbustives i herboses amb flors i clars de bosc.                                            | ... | Coenonympha arcania      | Coenonympha arcania      |
| Coenonympha dorus        | Lleonada de les garrigues                | Nord-oest d'Àfrica i sud-oest d'Europa.                                                                         | Arreu excepte Balears.                                                       | Zones herboses i arbustives seques, normalment en clars de bosc, pendents rocoses i barrancs.     | ... | Coenonympha dorus        | Coenonympha dorus        |
| Coenonympha glycerion    | Lleonada de muntanya                     | Europa, Rússia, nord del Kazakhstan i Mongòlia.                                                                 | Nord i centre peninsular.                                                    | Zones arbustives i herboses amb flors i clars de bosc.                                            | ... | Coenonympha glycerion    | Coenonympha glycerion    |
| Coenonympha pamphilus    | Lleonada comuna                          | Nord d'Àfrica, Europa i des d'Orient Mitjà fins l'oest de Mongòlia.                                             | Arreu.                                                                       | Zones herboses diverses.                                                                          | ... | Coenonympha pamphilus    | Coenonympha pamphilus    |
| Erebia cassioides        | Muntanyesa griseta                       | Zones muntanyoses del sud d'Europa.                                                                             | Pirineus i Serralada Cantàbrica.                                             | Pendents herboses.                                                                                | ... | Erebia cassioides        | Erebia cassioides        |
| Erebia epiphron          | Muntanyesa menuda                        | Zones muntanyoses d'Europa.                                                                                     | Pirineus, Serralada Cantàbrica, Serra de la Demanda i Serra de Cebollera.    | Barrancs i pendents amb herba.                                                                    | ... | Erebia epiphron          | Erebia epiphron          |
| Erebia epistygne         | Muntanyesa de primavera                  | Espanya i França.                                                                                               | Cadenes muntanyoses de la meitat est i nord peninsular.                      | Clars rocosos i herbosos en boscos oberts.                                                        | ... | Erebia epistygne         | Erebia epistygne         |
| Erebia euryale           | Muntanyesa fistonada                     | Zones muntanyoses del centre i sud d'Europa.                                                                    | Pirineus i Serralada Cantàbrica.                                             | Clars de boscos de coníferes herbosos i amb flors i pendents herboses.                            | ... | Erebia euryale           | Erebia euryale           |
| Erebia gorge             | Muntanyesa de tartera                    | Meitat sud d'Europa.                                                                                            | Serralada Cantàbrica i Pirineus.                                             | Tarteres en terreny calcari i morrenes.                                                           | ... | Erebia gorge             | Erebia gorge             |
| Erebia gorgone           | Muntanyesa del Pirineu                   | Pirineus. | Pirineus.                                                                    | Zones herboses entre roques o petites tarteres i pendents d'àrees amb gramínies.                  | ... | Erebia gorgone           | Erebia gorgone           |
| Erebia hispania          | -                                        | Sierra Nevada i Pirineus.                                                                                       | Sierra Nevada i Pirineus.                                                    | Pendents obertes, rocoses i herboses.                                                             | ... | Erebia hispania          | Erebia hispania          |
| Erebia lefebvrei         | Muntanyesa negra                         | Península Ibèrica.                                                                                              | Pirineus i Serralada Cantàbrica.                                             | Tarteres calcàries molt inclinades rodejades per àrees herboses.                                  | ... | Erebia lefebvrei         | Erebia lefebvrei         |
| Erebia manto             | -                                        | Europa. | Pics d'Europa i Pirineus.                                                    | Prats humits amb flors i clars de bosc.                                                           | ... | Erebia manto             | Erebia manto             |
| Erebia meolans           | Muntanyesa comuna                        | Europa. | Serres del nord i centre peninsular.                                         | Clars de bosc herbosos amb flors.                                                                 | ... | Erebia meolans           | Erebia meolans           |
| Erebia neoridas          | Muntanyesa tardana                       | Zones muntanyoses del sud-oest d'Europa.                                                                        | Pirineus.                                                                    | Zones arbustives i herboses i boscos oberts.                                                      | ... | Erebia neoridas          | Erebia neoridas          |
| Erebia oeme              | Muntanyesa de les molleres               | Europa. | Pirineus.                                                                    | Zones humides amb abundància de gramínies.                                                        | ... | Erebia oeme              | Erebia oeme              |
| Erebia palarica          | -                                        | Nord-oest d'Espanya.                                                                                            | Zons muntanyoses d'Astúries, Cantàbria, León, Palència, Zamora i Ourense.    | Petits clars de bosc en valls i pendents; sobre sòl no calcari.                                   | ... | Erebia palarica          | Erebia palarica          |
| Erebia pandrose          | Muntanyesa puntejada                     | Europa. | Pirineus Orientals.                                                          | Pendents i valls humits i oberts amb gramínies.                                                   | ... | Erebia pandrose          | Erebia pandrose          |
| Erebia pronoe            | Muntanyesa tardana aranesa               | Europa. | Pirineus.                                                                    | Pendents herboses humides, clars de bosc, normalment associada a rierols.                         | ... | Erebia pronoe            | Erebia pronoe            |
| Erebia rondoui           | Muntanyesa griseta bessona               | Pirineus. | Pirineus.                                                                    | Pendents obertes, rocoses i herboses.                                                             | ... | Erebia rondoui           | Erebia rondoui           |
| Erebia sthennyo          | Muntanyesa puntejada pirinenca           | Pirineus. | Pirineus.                                                                    | Pendents herboses amb roques.                                                                     | ... | Erebia sthennyo          | Erebia sthennyo          |
| Erebia triaria           | Muntanyesa de la terna                   | Europa. | Serres peninsulars, sobretot de la meitat nord. Absent a Sierra Nevada.      | Clars de bosc arbustius i herbosos, en zones rocoses.                                             | ... | Erebia triaria           | Erebia triaria           |
| Erebia zapateri          | -                                        | Est d'Espanya.                                                                                                  | Serres de Guadalajara, Conca i Terol.                                        | Clars de pinars, herbosos i oberts, amb algun arbust; zones amb gramínies; sobre terreny calcari. | ... | Erebia zapateri          | Erebia zapateri          |
| Hipparchia hermione      | Faune petit                              | Marroc i Europa.                                                                                                | Arreu excepte Balears.                                                       | Marges i clars de bosc rocosos, arbustius i herbosos.                                             | ... | Hipparchia hermione      | Hipparchia hermione      |
| Hipparchia fagi          | Faune gran                               | Centre i sud d'Europa i oest del Kazakhstan.                                                                    | Quadrant nord-est peninsular.                                                | Clars de bosc arbustius i herbosos i marges de pinars.                                            | ... | Hipparchia fagi          | Hipparchia fagi          |
| Hipparchia fidia         | Faune ziga-zaga                          | Nord d'Àfrica i sud-oest d'Europa.                                                                              | Arreu excepte zones de la costa cantàbrica.                                  | Pendents rocoses càlides amb herba, zones rocoses en boscos oberts.                               | ... | Hipparchia fidia         | Hipparchia fidia         |
| Hipparchia semele        | Faune lleonat                            | Europa. | Arreu.                                                                       | Qualsevol.                                                                                        | ... | Hipparchia semele        | Hipparchia semele        |
| Hipparchia statilinus    | Faune bru                                | Nord-oest d'Àfrica, sud i centre d'Europa i Turquia.                                                            | Arreu excepte Balears.                                                       | Àrees càlides i seques, entre clars de boscos i zones arbustives.                                 | ... | Hipparchia statilinus    | Hipparchia statilinus    |
| Hyponephele lupina       | Bruna de secà                            | Nord-oest d'Àfrica, sud d'Europa i des d'Orient Mitjà fins Tian Shan i Altai.                                   | Arreu excepte gran part de Portugal i Balears.                               | Zones arbustives i herboses, seques i càlides.                                                    | ... | Hyponephele lupina       | Hyponephele lupina       |
| Hyponephele lycaon       | Bruna de muntanya                        | Europa, Turquia, Israel i Liban fins al centre d'Àsia i Kirguizstan.                                            | Arreu de la Península excepte al sud-oest i una franja al cantàbric.         | Zones arbustives i herboses, normalment entre roques.                                             | ... | Hyponephele lycaon       | Hyponephele lycaon       |
| Lasiommata maera         | Margera gran                             | Nord d'Àfrica i des d'Europa fins a l'oest de Sibèria i Tian Shan.                                              | Arreu excepte zones del sud-oest peninsular i Balears.                       | Zones seques, herboses i pedregoses.                                                              | ... | Lasiommata maera         | Lasiommata maera         |
| Lasiommata megera        | Papallona del margall, margera comuna    | Nord d'Àfrica, Europa, Orient Mitjà, Transcaucàsia i Turkmenistan.                                              | Arreu.                                                                       | Qualsevol.                                                                                        | ... | Lasiommata megera        | Lasiommata megera        |
| Lasiommata petropolitana | Margera aranesa                          | Europa, nord de Sibèria, nord de Turquia i Amur.                                                                | Pirineus.                                                                    | Barrancs i talussos sorrencs o rocosos, herbosos, en clars de bosc.                               | ... | Lasiommata petropolitana | Lasiommata petropolitana |
| Lopinga achine           | -                                        | Des del centre d'Europa fins a Amur, Primórie i Japó.                                                           | País Basc, Burgos i Picos de Europa.                                         | Clars arbustius i herbosos de boscs caducifolis i marges arbustius de boscos de coníferes.        | ... | Lopinga achine           | Lopinga achine           |
| Maniola jurtina          | Papallona de l'alzinar, bruna dels prats | Nord-oest d'Àfrica, Europa i des de l'Orient Mitjà i nord-oest del Kazakhstan fins l'oest de Sibèria.           | Arreu.                                                                       | Qualsevol.                                                                                        | ... | Maniola jurtina          | Maniola jurtina          |
| Melanargia galathea      | Escac aranès                             | Nord-oest d'Àfrica, Europa, Turquia i Transcaucàsia.                                                            | Nord d'Espanya.                                                              | Àrees herboses i arbustives amb flors.                                                            | ... | Melanargia galathea      | Melanargia galathea      |
| Melanargia ines          | Escac de ponent                          | Nord-oest d'Àfrica i Península Ibèrica.                                                                         | Arreu excepte Balears i una franja septentrional de la península.            | Àrees rocoses i herboses seques.                                                                  | NA  | Melanargia ines          | Melanargia ines          |
| Melanargia lachesis      | Escac ibèric                             | Península Ibèrica i sud de França.                                                                              | Arreu.                                                                       | Àrees herboses i arbustives, seques i amb flors.                                                  | ... | Melanargia lachesis      | Melanargia lachesis      |
| Melanargia occitanica    | Escac ferruginós                         | Nord-oest d'Àfrica i sud-oest d'Europa.                                                                         | Absent a l'extrem nord-oest i sud-oest peninsular i Balears.                 | Àrees herboses i rocoses, càlides i seques.                                                       | ... | Melanargia occitanica    | Melanargia occitanica    |
| Melanargia russiae       | Escac de muntanya                        | sud d'Europa, est de Turquia, Transcaucàsia, sud de Rússia fins oest de Sibèria i est del Kazakhstan.           | Nord i centre peninsular, en poblacions aïllades.                            | Zones herboses seques, normalment en clars arbustius de pinedes.                                  | ... | Melanargia russiae       | Melanargia russiae       |
| Minois dryas             | -                                        | Centre d'Europa, Turquia i oest i centre de l'Àsia temperada.                                                   | Petita franja del nord peninsular.                                           | Marges arbustius i herbosos de boscos caducifolis mixtes, normalment humits.                      | ... | Minois dryas             | Minois dryas             |
| Pararge aegeria          | Papallona del gram, bruna boscana        | Nord d'Àfrica, Europa, Turquia, Israel, Síria i Transcaucàsia.                                                  | Arreu.                                                                       | Zones humides.                                                                                    | ... | Pararge aegeria          | Pararge aegeria          |
| Pseudochazara williamsi  | -                                        | Sud d'Espanya.                                                                                                  | Serres del sud-est peninsular.                                               | Pendents herboses, pedregoses i seques en sòls no calcaris.                                       | ... | Pseudochazara williamsi  | Pseudochazara williamsi  |
| Pyronia bathseba         | Saltabardisses cintada                   | Sud-oest d'Europa i nord-oest d'Àfrica.                                                                         | Absent a zones del nord-oest i Balears.                                      | Zones arbustives i herboses, normalment en bosc obert.                                            | ... | Pyronia bathseba         | Pyronia bathseba         |
| Pyronia cecilia          | Saltabardisses de solell                 | Sud d'Europa i nord-oest d'Àfrica.                                                                              | Arreu excepte la franja cantàbrica.                                          | Zones càlides i seques, llindars de camins.                                                       | ... | Pyronia cecilia          | Pyronia cecilia          |
| Pyronia tithonus         | Saltabardisses europea                   | Europa, Marroc i Turquia.                                                                                       | Arreu excepte Balears.                                                       | Zones arbustives i herboses normalment humides.                                                   | ... | Pyronia tithonus         | Pyronia tithonus         |
| Satyrus actaea           | Sàtir petit                              | Sud-oest d'Europa.                                                                                              | Arreu excepte Balears.                                                       | Pendents herboses i seques, normalment rocoses.                                                   | ... | Satyrus actaea           | Satyrus actaea           |
| Satyrus ferula           | Sàtir gran                               | Marroc, sud d'Europa, Orient Mitjà, Ucraïna, sud dels Urals, Kazakhstan, sud-oest de Sibèria i oest de la Xina. | Pirineus.                                                                    | Pendents obertes, rocoses i herboses; clars herbosos de boscs.                                    | ... | Satyrus ferula           | Satyrus ferula           |